# Portia Doubleday

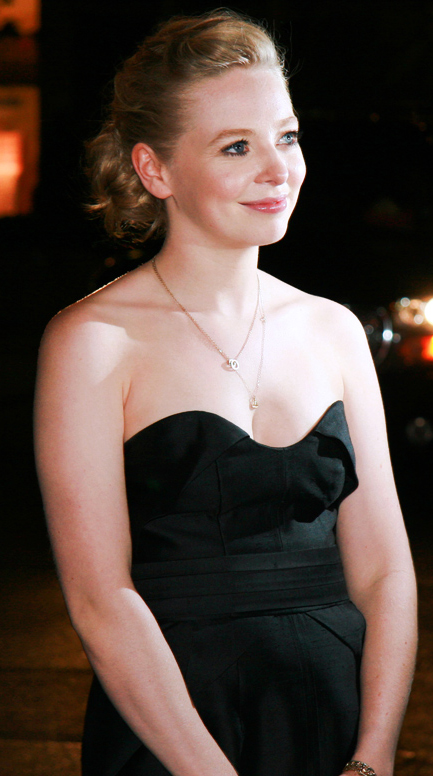
Portia Doubleday beim Toronto International Film Festival im September 2009

Portia Ann Doubleday (* 22. Juni 1988 in Los Angeles, Kalifornien) ist eine US-amerikanische Schauspielerin. Sie ist die Tochter von Christina Hart und Frank Doubleday sowie die jüngere Schwester von Kaitlin Doubleday.

## Leben und Karriere
Portia Doubleday wurde im Frühsommer 1988 in Los Angeles im US-Bundesstaat Kalifornien geboren, wo sie auch aufwuchs und beinahe ihr gesamtes bisheriges Leben verbrachte. Durch ihre Eltern und zum Teil auch durch ihre ältere Schwester, die allesamt ebenfalls als professionelle Schauspieler in Erscheinung treten bzw. traten und unter anderem allesamt der Screen Actors Guild angehören, fand auch der jüngste Doubleyday-Nachkomme im Laufe der Zeit den Weg ins Film- und Fernsehgeschäft. Ihren ersten Einsatz hatte das junge Schauspieltalent schließlich im Alter von acht Jahren, als sie in einem Werbespot zum Goldfish-Snack zu sehen war, ehe sie nur kurz danach für ihre erste Filmrolle gebucht wurde. Dabei spielte sie im 1997/98 veröffentlichten Film Legend of the Mummy die jüngere Version der Margaret Trelawny, die in der erwachsenen Form von Amy Locane verkörpert wurde. Danach beschlossen ihre Eltern allerdings, dass sie zuerst ihre Schulausbildung bis zur High School abschließen solle, ehe sie sich wieder der Schauspielerei widme. Dies tat sie schließlich auch und besuchte dabei unter anderem das Los Angeles Center for Enriched Studies, eine Magnet School im Westen von Los Angeles. Nachdem ihre Mutter bereits Ende der 1980er ihre Schauspielkarriere weitgehend beendete und sich bereits ab diesem Zeitpunkt vorwiegend als Drehbuchautorin und Theaterproduzentin versuchte, tat es ihr auch Portias Vater zu Beginn der 1990er gleich und beendete seine Schauspielkarriere. Aufgrund dessen, dass ihre Eltern nun wieder mehr Zeit hatten, beschloss das Elternpaar ihre jüngste Tochter bestmöglich zu fördern. Bereits im fortgeschrittenen Alter wurde sie für die Pilotepisode von Taras Welten gecastet, wo sie als die Tochter der Hauptfigur in Erscheinung treten sollte. Aufgrund einiger Unstimmigkeiten des Creative Teams rund um den Erfinder der Serie Diablo Cody schaffte es Doubleday schließlich doch nicht mehr in die Produktion der anschließenden Serie und musste den Cast noch umgehend verlassen. Im Jahre 2009 feierte sie ihren eigentlichen Durchbruch, als sie zuerst im Kurzfilm 18 als Becky zu sehen war und dort ein Mädchen darstellte, das entscheiden muss, ob die lebenserhaltenden Geräte am Krankenbett ihrer Mutter abgestellt werden sollen. Gleich danach stand sie in Youth in Revolt in einer weiteren Hauptrolle als Sheeni Saunders vor der Kamera. Bereits im Folgejahr war sie in In Between Days ein weiteres Mal in einem Kurzfilm im Einsatz, schaffte es aber auch zu einer der Hauptrollen im Drama Almost Kings. Ihr eigentliches Debüt im internationalen Filmgeschäft feierte sie schließlich erst im Jahre 2011, als der Film Big Mama’s Haus – Die doppelte Portion veröffentlicht wurde, in der sie eine wesentliche Rolle innehatte. Außerdem kam sie in der nur kurzlebigen Fernsehserie Mr. Sunshine, die allerdings international ausgestrahlt wurde, zu einer weiteren Hauptrolle, wobei sie in den meisten der produzierten Episoden eingesetzt wurde. Mit Stand Januar 2010 studierte sie Psychologie auf College-Niveau, als sie es auch in Erwägung zog ein weiteres Studium im medizinischen Bereich zu beginnen. In einem Artikel in der Los Angeles Times bezeichnet sich Doubleday, die über zwölf Jahre lang Fußball spielte, als Tomboy. Mit Stand von Anfang Januar 2010 arbeitete sie auch an einem Film, basierend auf einem preisgekrönten Kurzfilm, der unter dem Namen Touchback erscheinen sollte. Des Weiteren arbeitete sie zu dieser Zeit mit ihrem Schauspielkollegen Alex Frost an einem weiteren Kurzfilm, der unter der Regie von Marvin Jarrett, dem Erfinder des „Nylon-Magazins“, gedreht wurde.

## Filmografie
Filme
- 1998: Legend of the Mummy
- 2009: 18
- 2009: Youth in Revolt
- 2010: In Between Days
- 2010: Almost Kings
- 2011: Big Mama’s Haus – Die doppelte Portion (Big Mommas: Like Father, Like Son)
- 2012: K-11 – Der Knast (K-11)
- 2013: Carrie
- 2013: Her
- 2015: After the ball
- 2020: Fantasy Island

Serien
- 2011: Mr. Sunshine (12 Episoden)
- 2015–2019: Mr. Robot (35 Episoden)